# جاريد ألين
جاريد ألين (بالإنجليزية: Jared Allen)‏ (و. 1982  م) هو لاعب كرة قدم أمريكية، ولاعب كرلنغ أمريكي، ولد في دالاس، تكساس، مركز لعبه هو طرف دفاعي ‏.

## التعليم
تعلم في Los Gatos High School ‏، وتعلم في Idaho State University ‏
.

## روابط خارجية
- جاريد ألين على موقع إي إس بي إن.كوم (أن.أف.أل)3
- جاريد ألين على موقع مرجع كرة القدم المحترفة.كوم (الإنجليزية)